# Charles Gaudreau
Charles Gaudreau est un comédien québécois né à Drummondville le 8 mai 1964.
De 1996 à 2002, il a joué le rôle de Jules dans l'émission jeunesse Bouledogue Bazar à Radio-Canada. À la télé, il a entre autres joué dans Les Chick'n Swell (saison 1), Un gars, une fille, Une grenade avec ça? - dont il est aussi un des concepteurs - et Lance et compte : saison 6.
Sur scène, il a fréquemment collaboré avec la compagnie de théâtre jeune public DynamO Théâtre (Mur-Mur, 1989 à 1992, et Moi, moi, moi, 2002 à 2007). Il a de plus participé à maintes reprises, à titre de concepteur, auteur, comédien et animateur, à des concerts jeunesse offerts par l'Orchestre symphonique de Montréal (de 1998 à 2007).

## Filmographie

### Cinéma
- 2019 : Les Barbares de La Malbaie de Vincent Biron : partisan des Barbares

### Télévision
- 2017 : L'échappée : Jim
- 2017 : Mémoires vives : Monsieur Montigny
- 2016 : Feux : Médecin
- 2015 : Les beaux malaises : Le gros voisin
- 2013 : Un tueur si proche : Claude Larouche
- 2013 : Un sur 2 : Monsieur Malo
- 2011 : Caméra Café : Dany
- 2009 : Aveux : Infirmier
- 2006 : Lance et compte : Sergent-détective Laurier Massicotte
- 1996-2002 : Bouledogue Bazar : Jules